# Enrico Paolini

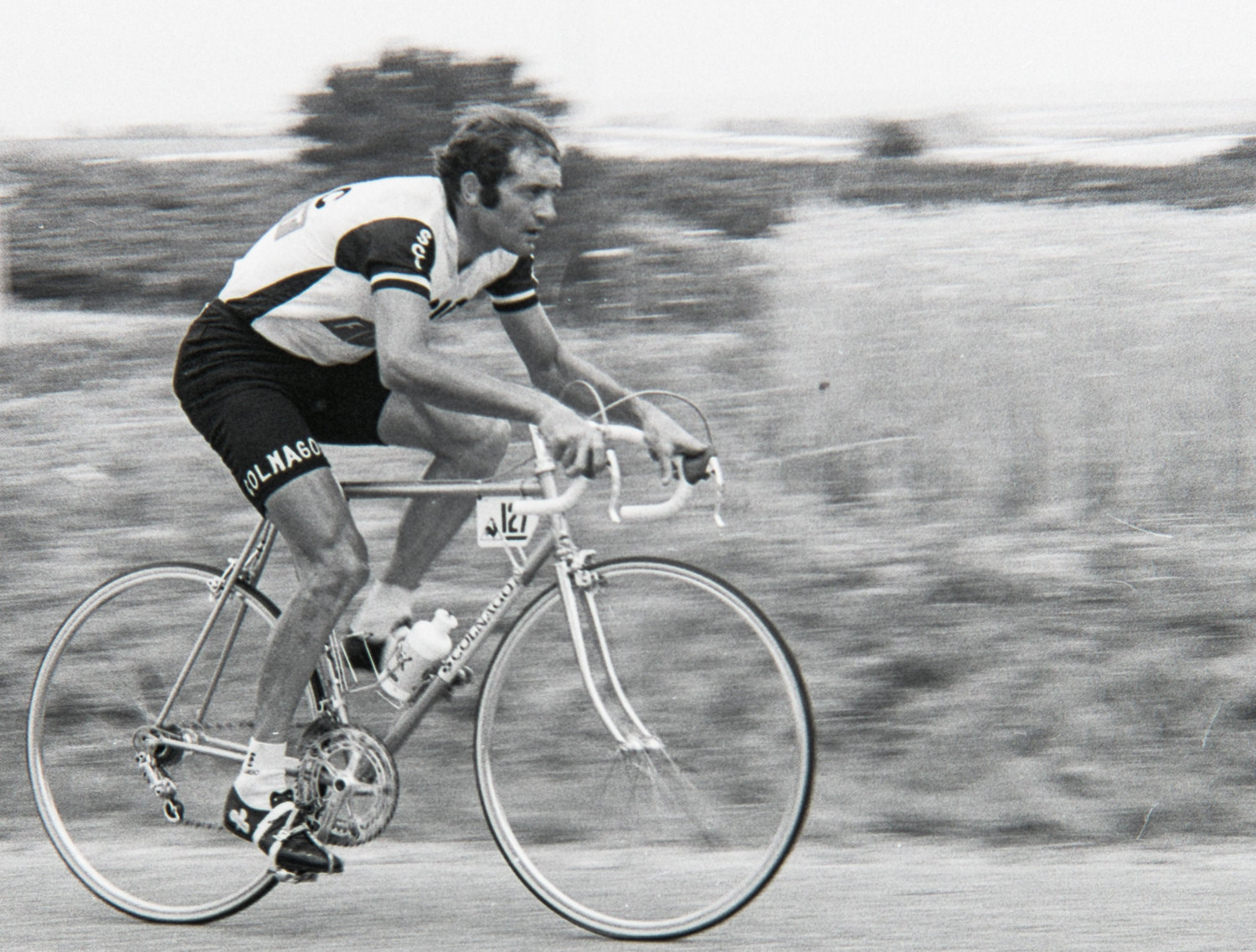
Enrico Paolini bei der Tour de France 1976

Enrico Paolini (* 26. März 1945 in Pesaro; † 6. Mai 2025 in San Costanzo) war ein italienischer Profi-Radrennfahrer und Sportlicher Leiter.

## Karriere
Paolini begann seine Profikarriere mit 24 Jahren im Jahr 1969 beim Team SCIC. Bereits im ersten Jahr wurde er 8. bei den Weltmeisterschaften als Zweitbester Italiener. 1971 wurde er Zweiter bei Mailand–Turin und Dritter bei GP Monaco, Gran Premio Industria e Commercio di Prato, GP Città di Camaiore und den Italienischen Straßenmeisterschaften. 1973 belegte er den zweiten Platz bei Giro del Veneto und den dritten Platz bei der Coppa Bernocchi. Bei der Tour de Suisse belegte er mit Platz 5. 1974 gewann er den Gran Premio Cemab und belegte zweite Plätze bei der Trofeo Laigueglia, Giro dell’Appennino und Giro dell’Emilia, sowie dritte Plätze bei Gran Premio Industria e Commercio di Prato, Giro di Campania, Giro di Romagna und Tre Valli Varesine. 1975 beendete Paolini den Gran Premio Industria e Commercio di Prato, Mailand–Turin und die Lombardei-Rundfahrt auf jeweils zweiten Plätzen. Beim Großen Preis des Kantons Aargau und der Coppa Agostoni wurde er Vierter. 1976 konnte er bei dem Giro d’Italia keine Etappensiege erringen, aber wurde fünfmal Etappenvierter und belegte in der Punktewertung Platz 5. Bei der Tour de France wurde er jeweils dreimal Zweiter und Dritter und in der Punktewertung Vierter. Weiterhin platzierte er sich als Zweiter beim Giro del Friuli und jeweils Dritter bei der Trofeo Matteotti, Gran Premio Montelupo und Giro dell’Umbria. 1977 konnte er neben seinen Siegen sich als Zweiter bei der Trofeo Pantalica und jeweils Dritter bei der Coppa Agostoni und Druivenkoers Overijse. Nach der Saison 1979 beendete er seine aktive Profikarriere.
Zwischen 1987 und 2006 war Paolini Sportlicher Leiter bei mehreren Teams. Zuletzt bei dem Professional Continental Team von LPR. Nach der Saison 2007 beendete er seine Managerkarriere.
Am 6. Mai 2025 starb er im Alter von 80 Jahren in San Costanzo.

## Erfolge
1969
- GP Città di Camaiore
- eine Etappe Tour de Suisse

1970
- eine Etappe Giro d’Italia

1971
- eine Etappe Giro d’Italia

1972
- eine Etappe Giro d’Italia
- Giro del Veneto
- Giro dell’Umbria

1973
- Italienischer Meister – Straßenrennen
- Tre Valli Varesine

1974
- zwei Etappen Giro d’Italia
- Italienischer Meister – Straßenrennen
- Mailand–Vignola
- vier Etappen Tour de Suisse
- eine Etappe Giro di Sardegna

1975
- eine Etappe Giro d’Italia
- Coppa Bernocchi
- Giro dell’Emilia

1976
- Mailand–Turin
- Giro della Provincia di reggio Calabria

1977
- Italienischer Meister – Straßenrennen
- zwei Etappen Grand Prix Midi Libre
- Giro di Campania
- eine Etappe Tour de l’Aude

1978
- eine Etappe Giro d’Italia

## Grand-Tour-Platzierungen
| Grand Tour         | 1969 | 1970 | 1971 | 1972 | 1973 | 1974 | 1975 | 1976 | 1977 | 1978 | 1979 |
| ------------------ | ---- | ---- | ---- | ---- | ---- | ---- | ---- | ---- | ---- | ---- | ---- |
| Giro d’ItaliaGiro  | 43   | 24   | 11   | 39   | 22   | 46   | 43   | 64   | 74   | 68   | 95   |
| Tour de FranceTour | –    | DNF  | DNF  | –    | –    | –    | –    | 50   | –    | –    | –    |

## Monumente-des-Radsports-Platzierungen
| Monument                 | 1969 | 1970 | 1971 | 1972 | 1973 | 1974 | 1975 | 1976 | 1977 | 1978 | 1979 |
| ------------------------ | ---- | ---- | ---- | ---- | ---- | ---- | ---- | ---- | ---- | ---- | ---- |
| Mailand–Sanremo          | –    | 77   | 33   | –    | 20   | 5    | 45   | –    | 37   | 12   | 95   |
| Flandern-Rundfahrt       | –    | –    | –    | 27   | –    | –    | –    | –    | –    | –    | –    |
| Paris–Roubaix            | –    | –    | –    | 18   | –    | 13   | –    | –    | –    | –    | –    |
| Lüttich–Bastogne–Lüttich | –    | –    | –    | –    | –    | –    | –    | –    | –    | –    | –    |
| Lombardei-Rundfahrt      | –    | –    | –    | –    | 16   | –    | 2    | –    | –    | –    | –    |

## Einzelnachweis
1. ↑  SI E' SPENTO L'EX PROF ENRICO PAOLINI, AVEVA 80 ANNI. In: tuttobiciweb.it. 7. Mai 2025, abgerufen am 7. Mai 2025 (italienisch).